# Fletcher FBT-2
Le Fletcher FBT-2 est un avion d'entraînement de base qui fut refusé par l'USAAC mais donna naissance à une version bombe planante et à un drone.

## Fletcher FBT-2
Biplace en tandem d'entraînement militaire à cabine fermée dessiné par Wendell Fletcher. Monoplan à aile basse et train classique fixe, il se caractérisait par des ailes et des surfaces d’empennage réalisées en contreplaqué collé symétriques, donc interchangeables, pour faciliter la construction et les réparations.
Le FBT 2 est un avion entièrement en contreplaqué à revêtement travaillant. La structure du fuselage est de conception monocoque complète avec une série de cloisons en pli d'épicéa auxquelles le revêtement en Plasti-Ply à deux plis est collée,.
Le prototype [NX28368] fut essayé sans succès en 1941 par l’USAAC puis converti en Fletcher CQ-1.

## Fletcher CQ-1
En 1941 l’USAAC lança un programme d’avions destiné à permettre la télécommande en vol d’engins cibles non pilotés. Trois prototypes furent commandés pour des essais comparatifs, Fletcher CQ-1, Stinson CQ-2 (en), et Beech CQ-3. Ce programme sera par la suite annulé mais le prototype Fletcher FBT-2 fut modifié en Fletcher YCQ-1A [41-38984] monoplace avec train tricycle et effectuera des essais en vol en 1943.

## Fletcher BG-1
10 Fletcher CQ-1 furent commandés comme bombes planantes XBG-1 en 1942 [42-46892/42-46901]

## Fletcher PQ-11
Le prototype Fletcher YCQ-1 reçut finalement un moteur Pratt & Whitney R-985 de 450 ch pour atteindre une vitesse supérieure à 320 km/h. Deux lots de 50 exemplaires furent commandés par l’USAAF, commande annulée quand le choix se reporta sur les drones Culver (en).